# 四省藏区
四省藏区又称四省涉藏州县是对中华人民共和国境内除西藏自治区以外其他藏族聚居区的统称。主要分布于青海、甘肃、四川和云南四省，共包括10个藏族自治州，2个藏族自治县。

## 区域范围

### 青海藏区
- 海北藏族自治州
- 海南藏族自治州
- 海西蒙古族藏族自治州
- 黄南藏族自治州
- 果洛藏族自治州
- 玉树藏族自治州

### 甘肃藏区
- 甘南藏族自治州
- 天祝藏族自治县

### 四川藏区
- 阿坝藏族羌族自治州
- 甘孜藏族自治州
- 木里藏族自治县

### 云南藏区
- 迪庆藏族自治州